# Estádio Şükrü Saraçoğlu
O Estádio Şükrü Saraçoğlu (ou Ülker Stadyumu por razões de direitos de nome) é um estádio de futebol localizado na cidade de Istambul, na Turquia. Inaugurado em 1908, passou por reformas em 1933 e em 1982 que aumentaram sua capacidade até ser completamente remodelado entre 1999 e 2006. 
É a tradicional casa do Fenerbahçe, um dos maiores clubes do país, onde manda seus jogos oficiais em competições nacionais e continentais. Sua capacidade máxima é de 50 530 espectadores.

## História

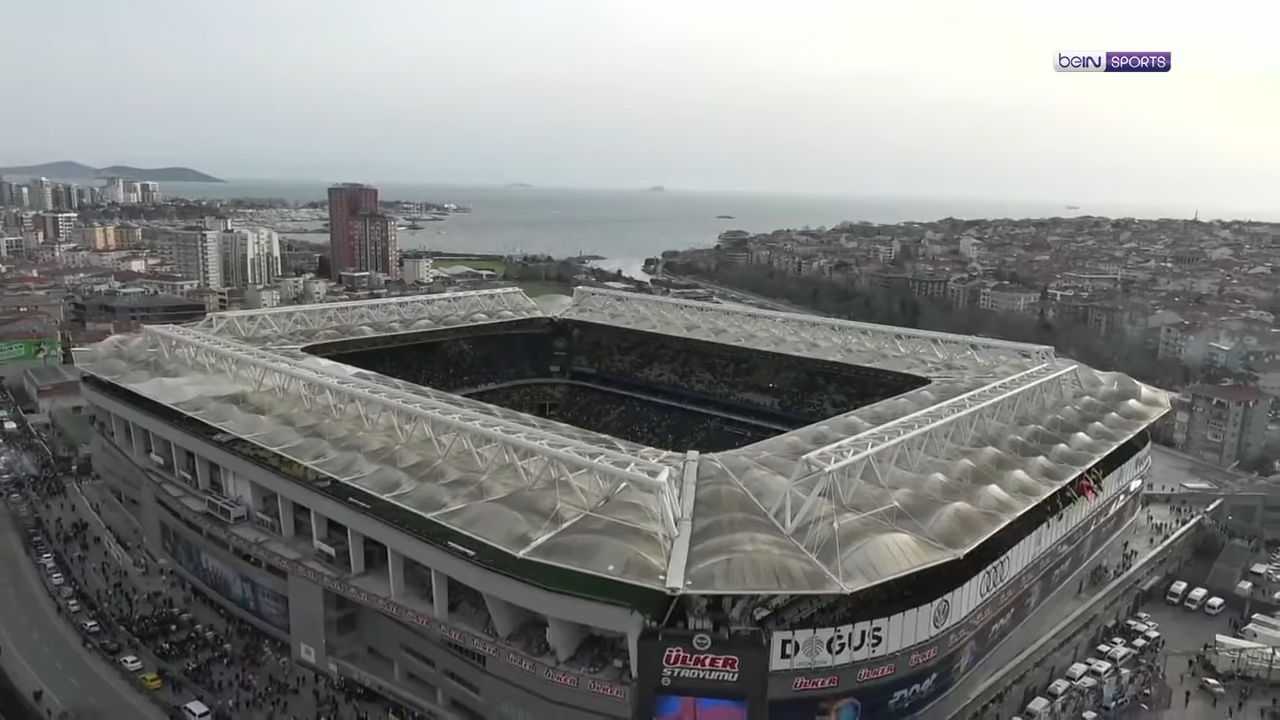
Estádio Şükrü Saraçoğlu

Antes de ser construído, o local onde o estádio se encontra era conhecido como Papazın Çayırı ("Campo do Padre"), que foi o primeiro campo de futebol criado no país para receber os jogos da Liga Amadora de Futebol de Istambul. Em 1907, os clubes participantes da liga precisavam de um campo próprio para que as partidas do torneio fossem disputadas e decidiram por alugar o espaço junto ao seu proprietário, o sultão otomano Abdulamide II por 30 kuruş anuais. O custo total da construção do estádio foi de cerca de 3 000 kuruş, recebendo o nome de Birlik Kulüp Çayırı ("Campo do União Clube") em homenagem ao então existente Birlik Kulübü, clube amador local que mais auxiliou financeiramente na realização da obra.
O estádio foi usado por muitas equipes em Istambul, incluindo o proprietário, Birlik Kulübü (que mudou seu nome para İttihatspor após a Primeira Guerra Mundial), além dos que viriam a ser os três principais clubes do país: Fenerbahçe, Galatasaray e Beşiktaş. No entanto, perdeu sua importância quando um estádio maior, o Taksim Stadyumu, foi construído em 1922 dentro do pátio do histórico Taksim Topçu Kışlası (Quartel de Artilharia de Taksim), localizado no atual Parque Taksim Gezi.
O İttihatspor, que tinha relações estreitas com o político İttihat ve Terakki, foi forçado a vendê-lo ao governo da Turquia, do qual Şükrü Saracoğlu, presidente histórico do Fenerbahçe, era um poderoso membro do CHP e influente ministro de Mustafa Kemal Atatürk. Assim que o espaço passou a ser oficialmente propriedade estatal, logo foi imediatamente arrendado ao Fenerbahçe. Mais tarde, em 27 de maio de 1933, o Fenerbahçe comprou o estádio por 9 000 ₺, em um negócio levado a cabo pelo próprio Şükrü Saracoğlu depois que este deixou o governo, passando o clube a ser seu único proprietário e na época o único clube de futebol do país a possuir estádio próprio. Posteriormente renomeado de Fenerbahçe Stadyumu, foi até 1949 o maior estádio da Turquia, com capacidade máxima para receber até 25 000 espectadores.
O nome do estádio foi novamente alterado em 1998, adotando-se a atual denominação Şükrü Saraçoğlu Stadyumu, em homenagem ao seu lendário presidente e ex-primeiro-ministro da Turquia. Em 1999, teve início o projeto de remodelação completa para o novo estádio, buscando adequá-lo às exigências da UEFA. As arquibancadas norte, sul, leste e oeste foram demolidas e reconstruídas uma de cada vez, à medida que as temporadas da Süper Lig do início dos anos 2000 se desenrolaram, sendo a obra totalmente finalizada em 2006 ao custo de 85 000 000 US$.

## Partidas Importantes
Foi escolhido pela UEFA para sediar a final da Copa da UEFA 2008–09, disputada em 20 de maio de 2009 entre Shakhtar Donetsk e Werder Bremen, que terminou em 2–1 para os ucranianos, vencedores pela primeira vez da competição continental. 